# Anii 1950 în film
- Anii 1940 în cinematografie — Anii 1950 în cinematografie — Anii 1960 în cinematografie

În anii 1950 au avut loc mai multe evenimente în industria filmului:

## Filme
Aceasta este o listă incompletă de filme produse în anii 1950:

### A
- Seria Abbott and Costello:
  - Abbott and Costello in the Foreign Legion (1950)
  - Abbott and Costello Meet the Invisible Man (1951)
  - Abbott and Costello Go to Mars (1953)
  - Abbott and Costello Meet the Mummy (1955)
- The Abominable Snowman (1957)
- Absender unbekannt (1950)
- Ace in the Hole (1951)
- The Adventures of Robinson Crusoe (1954)
- An Affair to Remember (1957)
- The African Queen (1951)
- Age 13 (1955)
- Alice in Wonderland (1951)
- All About Eve (1950)
- The Alligator People (1959)
- Alto Paraná (1958)
- The Amazing Colossal Man (1957)
- An American in Paris (1951)
- Anatomy of a Murder (1959)
- Angels in the Outfield (1951)
- Animal Farm (1954)
- Annie Get Your Gun (1950)
- Another Time, Another Place (1958)
- The Appearances Deceive (1958)
- The Apu Trilogy (1955–1959)
  - Pather Panchali (1955)
  - Aparajito (1956)
  - The World of Apu (1959)
- Armored Car Robbery (1950)
- Arms and the Man (1958)
- Ashes and Diamonds (1958)
- The Asphalt Jungle (1950)
- Around the World in 80 Days (1956)
- Arrabalera (1950)
- At War with the Army (1950)
- Atoll K (1950)
- Atom Man vs. Superman (1950)
- The Atomic Submarine (1959)
- Attack of the 50 Foot Woman (1958)
- Attack of the Crab Monsters (1957)
- Attack of the Giant Leeches (1959)
- Attack of the Puppet People (1958)
- Auntie Mame (film) (1958)

### B
- Babul (1950)
- Back from the Dead (1957)
- Backfire (1950)
- The Bad and the Beautiful (1952)
- The Bad Seed (1956)
- The Badlanders (1958)
- The Ballad of Narayama (1958)
- The Barbarian and the Geisha (1958)
- The Barred Road (1958)
- The Bat (1959)
- The Battle of the River Plate (1959)
- The Beast from 20,000 Fathoms (1953)
- The Beast from Haunted Cave (1959)
- Le Beau Serge (1958)
- Bell, Book and Candle (1958)
- Beloved Beauty (1958)
- Ben-Hur (1959)
- Bhookailas (1958)
- The Big Country (1958)
- Big Deal on Madonna Street (1958)
- Big House Bunny (1950)
- The Black Rose (1950)
- The Blob (1958)
- Blood of the Vampire (1958)
- The Blue Lamp (1950)
- Bólidos de acero (1950)
- Bonjour Tristesse (1958)
- Boobs in the Woods (1950)
- Born Yesterday (1950)
- The Brain Eaters (1958)
- The Bravados (1958)
- Breach of Trust (1950)
- The Breaking Point (1950)
- Bride of the Monster (1955)
- The Bridge on the River Kwai (1957)
- The Bridges at Toko-Ri (1955)
- Bright Leaf (1950)
- Brink of Life (Nära livet) (1958)
- Broken Arrow (1950)
- The Brothers Karamazov (1958)
- The Buccaneer (1958)
- A Bucket of Blood (1959)
- Buenos Aires a la vista (1950)
- The Burmese Harp (1956)
- Bushy Hare (1950)

### C
- Caged (1950)
- The Caine Mutiny (1954)
- Canary Row (1950)
- Carmen Jones (1954)
- Carousel (1956)
- Carry On Nurse (1959)
- Carry On Sergeant (1958)
- Carry On Teacher (1959)
- Carve Her Name with Pride (1958)
- The Castle of the Monsters (1958)
- Cat on a Hot Tin Roof (1958)
- Cat-Women of the Moon (1953)
- Chalti Ka Naam Gaadi (1958)
- Champagne for Caesar (1950)
- Cheaper by the Dozen (1950)
- Chronicle of a Love (1950)
- Cinderella (1950)
- The Country Girl (1954)
- The Cool and the Crazy (1958)
- Convicted (1950)
- Corridors of Blood (1958)
- Creature from the Black Lagoon (1954)
- The Creature Walks Among Us (1956)
- The Crime of Korea (1950)
- Crimson Bat (1958)
- The Crimson Pirate (1952)
- The Cry Baby Killer (1958)
- Cue Ball Cat (1950)
- The Curse of Frankenstein (1957)
- Cyrano de Bergerac (1950)

### D
- Daddy-O (1958)
- The Dam Busters (1954)
- Damn Yankees (1958)
- Darby O'Gill and the Little People (1959)
- Darby's Rangers (1958)
- Davy Crockett, King of the Wild Frontier (1955)
- The Day the Earth Stood Still (1951)
- The Day the Sky Exploded (1958)
- The Deadly Mantis (1957)
- Death of a Salesman (1951)
- The Decks Ran Red (1958)
- The Defiant Ones (1958)
- Demetrius and the Gladiators (1954)
- Desire Under the Elms (1958)
- Destination Moon (1950)
- Detective Story (1951)
- Les Diaboliques (1954)
- Dial M for Murder (1954)
- Dilli Ka Thug (1958)
- Dracula (1958)
- Dreams (Kvinnodröm) (1955)
- The Duke Wore Jeans (1958)
- Dunkirk (1958)

### E
- Early Summer (1951)
- Earth vs. the Flying Saucers (1956)
- Earth vs. the Spider (1958)
- East of Eden (1955)
- Elevator to the Gallows (1958)
- Endless Desire (1958)
- The Enemy Below (1957)
- Enjo (1958)
- Equinox Flower (1958)
- Expresso Bongo (1959)

### F
- A Face in the Crowd (1957)
- Farewells (1958)
- Favourite 13 (1958)
- The Fiend Who Walked the West (1958)
- Fiend Without a Face (1958)
- Fire Maidens from Outer Space (1956)
- Fires on the Plain (1959)
- Floating Weeds (1959)
- The Fly (1958)
- Flying Leathernecks (1951)
- The Flying Saucer (1950)
- Forbidden Planet (1956)
- Forty Guns (1958)
- Frankenstein's Daughter (1958)
- The Frogmen (1951)
- From Here to Eternity (1953)
- Funny Face (1957)

### G
- Gate of Hell (1953)
- The Geisha Boy (1958)
- Gentlemen Prefer Blondes (1953)
- Giant (1956)
- The Giant Gila Monster (1959)
- The Giant Claw (1957)
- Gideon's Day (1958)
- Gigi (1958)
- The Girl Can't Help It (1956)
- Girl on the Run (1958)
- Girls Town (1959)
- Glen or Glenda (1953)
- God's Little Acre (1958)
- The Goddess (1958)
- Godzilla (1954)
- Godzilla, King of the Monsters! (1956)
- Godzilla Raids Again (1955)
- Good Day for a Hanging (1958)
- The Greatest Show on Earth (1952)
- The Great Locomotive Chase (1956)
- Gun Crazy (1950)
- Gunfight at the O.K. Corral (1957)
- Guys and Dolls

### H
- H-8 (1958)
- The H-Man (1958)
- Hans Christian Andersen (1952)
- Harvey (1950)
- The Haunted Strangler (1958)
- Have Rocket, Will Travel (1959)
- Hercules (1958)
- Heroism (1958)
- The Hidden Fortress (1958)
- The High and the Mighty (1954)
- High Noon (1952)
- High School Confidential (1958)
- High Society (1956)
- A Hill in Korea (1956)
- A Hole In The Head (1959)
- The Horse Soldiers (1959)
- The Horse's Mouth (1958)
- The Hound of the Baskervilles (1959)
- House of Bamboo (1955)
- House of Wax (1953)
- House on Haunted Hill (1959)
- Houseboat (1958)
- How to Make a Monster (1958)
- How to Marry a Millionaire (1953)
- Howrah Bridge (1958)
- The Hunchback of Notre Dame (1956)
- The Hunters

### I
- I Bury the Living (1958)
- I Died a Thousand Times (1955)
- I Married a Monster from Outer Space (1958)
- I Want to Live! (1958)
- I Was Monty's Double (1958)
- I Was a Teenage Werewolf (1957)
- Ice Cold in Alex (1958)
- Ikiru (1952)
- Il Grido (1957)
- I'll Cry Tomorrow (1955)
- I'm All Right Jack (1959)
- The Immoral Mr. Teas (1959)
- In Love and War (1958)
- The Incredible Shrinking Man (1957)
- Indiscreet (1958)
- The Inn of the Sixth Happiness (1958)
- Invaders from Mars (1953)
- Invasion of the Body Snatchers (1956)
- Invasion U.S.A. (1952)
- It Came from Beneath the Sea (1955)
- It Came from Outer Space (1953)
- It Conquered the World (1956)
- It Happened in Broad Daylight (1958)
- It! The Terror from Beyond Space (1958)

### J
- Jail Bait (1954)
- Jailhouse Rock (1957)
- Jeopardy (1953)
- Joe Butterfly (1957)
- Johnny Guitar (1954)
- Johnny Tremain (1957)
- Journey to the Center of the Earth (1959)
- Julius Caesar (1953)

### K
- The Killer Shrews (1959)
- The Killers (1958)
- The Killing (1956)
- King Creole (1958)
- The King and I (1956)
- King Solomon's Mines (1950)
- Kings Go Forth (1958)
- Knighty Knight Bugs (1958)
- Kronos (1957)

### L
- Lady of the Castle (1958)
- Lady and the Tramp (1955)
- A Lady Without Passport (1950)
- The Ladykillers (1955)
- L'amore in città (Love in the City) (1953)
- The Last Day of Summer (1958)
- The Last Hurrah (1958)
- The Law and Jake Wade (1958)
- The Left Handed Gun (1958)
- A Lesson in Love (En lektion i kärlek) (1955)
- Let's Rock (1958)
- The Light in the Forest (1958)
- The Lineup (1958)
- Lisbon (1956)
- The Littlest Hobo (1958)
- The Living Desert (1953)
- Lonelyhearts (1958)
- The Long, Hot Summer (1958)
- Look Back in Anger (1958)
- Love in the Afternoon (1957)
- Love Is a Many-Splendored Thing (1955)
- Love Me Tender (1956)
- Loving You (1957)
- The Lovers (1958)
- The Lovers of Montparnasse (1958)
- Let's Dance (1950)
- Lust for Life (1956)

### M
- Madhumati (1958)
- The Magician (Ansiktet) (1958)
- A Man Escaped (1956)
- The Man from Laramie (1955)
- The Man and the Monster (1958)
- Man of the West (1958)
- The Man Who Knew Too Much (1956)
- Marjorie Morningstar (1958)
- Marty (1955)
- The Matchmaker (1958)
- Me and the Colonel (1951)
- Merry Andrew (1958)
- Mesa of Lost Women (1953)
- Missile to the Moon (1958)
- Mogambo (1953)
- The Mole People (1956)
- The Monolith Monsters (1957)
- Monster on the Campus (1958)
- A Movie (1958)
- Mr. Arkadin (1955)
- The Mummy (1959)
- The Music Room (1958)
- My Man Godfrey (1957)
- My Uncle (1958)
- The Mysterians (1957)
- Mysterious Island (1951)

### N
- The Naked Maja (1958)
- The Night of the Hunter (1955)
- A Night to Remember (1958)
- Nights of Cabiria (1957)
- Night of the Ghouls (1959)
- Nishi Ginza Station (1958)
- No Time for Sergeants (1958)
- North by Northwest (1959)
- The Nun's Story (1959)

### O
- Our Very Own (1950)
- Los olvidados (1950)
- Oklahoma! (1955)
- The Old Man and the Sea (1958)
- Old Yeller (1957)
- On the Waterfront (1954)
- On Dangerous Ground (1952)
- One Froggy Evening (1955)
- Onionhead (1958)
- Ordet (1955)

### P
- The Pajama Game (1957)
- Pather Pachali (1955)
- Paths of Glory (1957)
- Peter Pan (1953)
- The Philosopher's Stone (1958)
- Party Girl (1958)
- Passport to Shame (1958)
- The Perfect Furlough (1958)
- Picnic (1955)
- Pigsy Eats Watermelon (1958)
- A Place in the Sun (1951)
- Plan 9 from Outer Space (1959)
- Pork Chop Hill (1959)
- Pre-Hysterical Hare (1958)
- Prohibited Love (1958)

### Q
- The Quatermass Xperiment (1955)
- Quatermass 2 (1957)
- Queen of Outer Space (1958)
- The Quiet American (1958)

### R
- Radar Men from the Moon (1952)
- Rally 'Round the Flag, Boys! (1958)
- Rashomon (1950)
- Rear Window (1954)
- Rebel Without a Cause (1955)
- The Red Badge of Courage (1951)
- The Reluctant Debutante (1958)
- Return of the Fly (1959)
- Revenge of the Creature (1955)
- The Revenge of Frankenstein (1958)
- Rice With Milk (1950)
- Richard III (1955)
- Ride a Crooked Trail (1958)
- Rififi (1955)
- Rio Bravo (1959)
- Rio Grande (1950)
- The Robe (1953)
- Robin Hood Daffy (1958)
- Rob Roy, the Highland Rogue (1954)
- Rock-A-Bye Baby (1958)
- Rocketship X-M (1950)
- Rodan (1956)
- Roman Holiday (1953)
- The Roots of Heaven (1958)
- Run Silent, Run Deep (1958)

### S
- Sabrina (1954)
- Sadhna (1958)
- Salt of the Earth (1954)
- Sampo (1959)
- Samurai I: Musashi Miyamoto (1954)
- Samurai II: Duel at Ichijoji Temple (1955)
- Samurai III: Duel at Ganryu Island (1956)
- Sansho the Bailiff (1954)
- Sawdust and Tinsel (Gycklarnas afton) (1953)
- Sayonara (1957)
- The Screaming Mimi (1958)
- The Screaming Skull (1958)
- Scrooge (1951)
- Sea of Sand (1958)
- The Searchers (1956)
- Secrets of Women (Kvinnors väntan) (1952)
- Separate Tables (1958)
- Serious Charge (1959)
- Seven Brides for Seven Brothers (1954)
- Seven Hills of Rome (1958)
- Seven Samurai (1954)
- The Seven Year Itch (1955)
- The Seventh Seal (Det sjunde inseglet) (1957)
- The Seventh Voyage of Sinbad (1958)
- The Shaggy Dog (1959)
- Shane (1953)
- She Gods of Shark Reef (1958)
- The Sheepman (1958)
- The Silent Enemy (1958)
- Singin' in the Rain (1952)
- Sleeping Beauty (1959)
- Smart Alec (Smart Aleck) (1951)
- Smiles of a Summer Night (Sommarnattens leende) (1955)
- Smiley (1956)
- The Snows of Kilimanjaro (1952)
- Some Came Running (1958)
- Some Like It Hot (1959)
- Song of the Heart (1958)
- A Song of Love (1950)
- South Pacific (1958)
- Space Invasion of Lapland (1959)
- St. Louis Blues (1958)
- Stakeout on Dope Street (1958)
- Stalag 17 (1953)
- Stolen Desire (1958)
- The Story of Mankind (1957)
- The Story of Robin Hood and His Merrie Men (1952)
- La strada (1954)
- The Strange World of Planet X (1957)
- Strangers on a Train (1951)
- A Streetcar Named Desire (1951)
- Styrmand Karlsen (1958)
- Suddenly Last Summer (1959)
- Summer Interlude (Sommarlek) (1951)
- Summer with Monika (Sommaren med Monika) (1953)
- Sunset Boulevard (1950)
- Swamp Women (1955)
- Sweet Smell of Success (1957)
- The Sword and the Rose (1953)

### T
- A Tale of Two Cities (1958)
- The Tarnished Angels (1958)
- Tarzan's Greatest Adventure (1959)
- Teacher's Pet (1958)
- The Teahouse of the August Moon (1956)
- Teenage Cave Man (1958)
- Teenagers from Outer Space (1959)
- The Tell-Tale Heart (1953)
- The Ten Commandments (1956)
- Them! (1954)
- The Thing from Another World (1951)
- The Thing That Couldn't Die (1958)
- This Can't Happen Here (Sånt händer inte här) (1950)
- This Happy Feeling (1958)
- This Island Earth (1955)
- The Three Faces of Eve (1957)
- Thunder Road (1958)
- The Tingler (1959)
- To Catch a Thief (1955)
- To the Compass of Your Lie (1950)
- To Hell and Back (1955)
- To Joy (Till glädje) (1950)
- Tokyo Story (1953)
- Too Much, Too Soon (1958)
- Touch of Evil (1958)
- Treasure Island (1950)
- Tronul însângerat (1957)
- The Trollenberg Terror (1958)
- Two Men and a Wardrobe (1958)

### U
- Ugetsu (1953)
- Umberto D. (1952)
- The Undead (1957)
- Underworld Beauty (1958)
- The Unknown Soldier (1955)

### V
- I Vampiri (1957)
- Varan the Unbelievable (1958)
- Variety Lights (Luci del varietà) (1950)
- Vertigo (1958)
- The Vikings (1958)
- The Virgin Wife (1958)
- Viva Zapata! (1952)

### W
- The Wages of Fear (1953)
- War and Peace (1956)
- War of the Colossal Beast (1958)
- The War of the Worlds (1953)
- The Warlock (1959)
- The West Point Story (1950)
- What's Opera, Doc? (1957)
- When in Rome (1952)
- When Worlds Collide (1951)
- The White Sheik (Lo sceicco bianco) (1952)
- White Wilderness (1958)
- The Wild One (1953)
- Wild Strawberries (Smultronstället) 1957
- Wild Women of Wongo (1958)
- Will Success Spoil Rock Hunter? (1957)
- Winchester '73 (1950)
- Windjammer (1958)
- Witness for the Prosecution (1958)
- Wolf Dog (1958)
- The World of Apu (1959)
- The World of the Vampires (1958)

### X
- X the Unknown (1956)

### Y
- Young Man With A Horn (1950)

- The Young Lions (1958)

### Z
- Zarak (1956)
- Zero Hour! (1957)

## Nașteri
1950:

## Decese
1950: